# Grand Prix Formule 1 van Frankrijk 1963
De Grand Prix Formule 1 van Frankrijk 1963 werd gehouden op 30 juni op het circuit van Reims-Gueux in Reims. Het was de vierde race van het seizoen.

## Uitslag
| Pos. | Nr. | Coureur             | Constructeur   | Rondes | Tijd / Oorzaak uitval | Grid | Punten |
| ---- | --- | ------------------- | -------------- | ------ | --------------------- | ---- | ------ |
| 1    | 18  | Jim Clark           | Lotus-Climax   | 53     | 2:10:54.3             | 1    | 9      |
| 2    | 12  | Tony Maggs          | Cooper-Climax  | 53     | + 1:04.9              | 8    | 6      |
| 3    | 2   | Graham Hill         | BRM            | 53     | + 1:13.9              | 2    |        |
| 4    | 6   | Jack Brabham        | Brabham-Climax | 53     | + 2:15.2              | 5    | 3      |
| 5    | 8   | Dan Gurney          | Brabham-Climax | 53     | + 2:33.4              | 3    | 2      |
| 6    | 36  | Jo Siffert          | Lotus-BRM      | 52     | + 1 Ronde             | 10   | 1      |
| 7    | 30  | Chris Amon          | Lola-Climax    | 51     | + 2 Rondes            | 17   |        |
| 8    | 28  | Maurice Trintignant | Lotus-Climax   | 50     | + 3 Rondes            | 15   |        |
| 9    | 32  | Innes Ireland       | BRP-BRM        | 49     | + 4 Rondes            | 9    |        |
| 10   | 46  | Lorenzo Bandini     | BRM            | 45     | + 8 Rondes            | 21   |        |
| 11   | 34  | Jim Hall            | Lotus-BRM      | 45     | + 8 Rondes            | 18   |        |
| 12   | 10  | Bruce McLaren       | Cooper-Climax  | 42     | Ontsteking            | 6    |        |
| 13   | 20  | Trevor Taylor       | Lotus-Climax   | 41     | Ophanging             | 7    |        |
| NC   | 42  | Phil Hill           | Lotus-BRM      | 34     | Niet geklasseerd      | 13   |        |
| NC   | 44  | Jo Bonnier          | Cooper-Climax  | 32     | Niet geklasseerd      | 11   |        |
| NF   | 48  | Masten Gregory      | Lotus-BRM      | 30     | Versnellingsbak       | 19   |        |
| NF   | 16  | John Surtees        | Ferrari        | 12     | Benzinepomp           | 4    |        |
| NF   | 38  | Tony Settember      | Scirocco-BRM   | 5      | Wiellager             | 20   |        |
| NF   | 4   | Richie Ginther      | BRM            | 4      | Radiator              | 12   |        |
| NS   | 14  | Ludovico Scarfiotti | Ferrari        |        | Ongeluk in training   |      |        |
| NS   | 22  | Peter Arundell      | Lotus-Climax   |        |                       |      |        |
| WD   | 26  | Giancarlo Baghetti  | ATS            |        |                       |      |        |
| WD   | 40  | Ian Burgess         | Scirocco-BRM   |        | Wagen niet klaar      |      |        |
| WD   | 50  | Nasif Estefano      | de Tomaso      |        | Wagen niet klaar      |      |        |

## Statistieken
| Pole-position | Jim Clark | Lotus-Climax | 2:20.2 |
| Snelste ronde | Jim Clark | Lotus-Climax | 2:21.6 |

## Noot
- Dit was de vijfde Grand Slam voor een Britse coureur.

1906 · 1907 · 1908 · 1912 · 1913 · 1914 · 1921 · 1922 · 1923 · 1924 · 1925 · 1926 · 1927 · 1928 · 1929 · 1930 · 1931 · 1932 · 1933 · 1934 · 1935 · 1936 · 1937 · 1938 · 1939 · 1947 · 1948 · 1949 · 1950 · 1951 · 1952 · 1953 · 1954 · 1956 · 1957 · 1958 · 1959 · 1960 · 1961 · 1962 · 1963 · 1964 · 1965 · 1966 · 1967 · 1968 · 1969 · 1970 · 1971 · 1972 · 1973 · 1974 · 1975 · 1976 · 1977 · 1978 · 1979 · 1980 · 1981 · 1982 · 1983 · 1984 · 1985 · 1986 · 1987 · 1988 · 1989 · 1990 · 1991 · 1992 · 1993 · 1994 · 1995 · 1996 · 1997 · 1998 · 1999 · 2000 · 2001 · 2002 · 2003 · 2004 · 2005 · 2006 · 2007 · 2008 · 2018 · 2019 · 2021 · 2022